# Volodovo
Volodovo è un centro abitato della Russia.